# Acropteris illiturata
Acropteris illiturata är en fjärilsart som beskrevs av Warren. Acropteris illiturata ingår i släktet Acropteris och familjen Uraniidae. Inga underarter finns listade i Catalogue of Life.